# 陳智熙
陳智熙（韓語：진지희，1999年3月25日—），韓國女演員。童星出身，四歲時首次參演電視劇，其後透過持續參演電視劇累積演藝經驗，在成年前已累積多部深獲好評的作品，與沈恩敬及俞承豪為韓國在2000年代被公認為演技最出色的三位童星。

## 簡歷
2003年，陳智熙透過參演日日劇《黃手帕》出道。其後，她接連參演《皇太子的初戀》（2004年）、電影《鬼提琴》（2005年）活躍於幕前。2006年，她在《戀愛時代》中飾演吳允兒的女兒「恩采」一角，以與年齡不符的成熟演技獲得觀眾的讚嘆和好評，更被導演稱讚其演技不亞於成年演員。
2007年，她與沈恩敬合演殘酷童話電影《驚駭糖果屋》，在電影中飾演主導劇情，被拋棄的最年幼孩子「正順」一角。在電影中，她以可愛、感性和恐怖共存的成熟演技再獲讚賞。
2009年，陳智熙在情景喜劇《穿透屋頂的High Kick》飾演雖然裝腔作勢，但內心卻非常深沉的女孩「鄭海莉」大受歡迎，在各大網上社群被推崇為小女神。她在劇中創造的形容冤家的字詞「빵꾸똥꾸」（Bangku Dangku）更成為當時的流行語。
之後，陳智熙在青年時期持續在電影及電視劇中雙線發展，在不同電視劇中參演青年角色，如2009年的歷史劇《自鳴鼓》以當時熱門電視劇的「兒童演員熱演公式」，邀請她及呂珍九在劇集早段帶領劇情。2012年，她與另外六名於1990年代出生的童星合演《擁抱太陽的月亮》，再度引起關注。在電影方面，陳智熙在《高齡化家族》（2013年）、《朝鮮美女三劍客》（2014年）、《思悼》（2015年）等亦展現了相當的存在感。
成年後，陳智熙曾在不同訪問中表達對擺脫《High Kick》時代的固有印象及擴闊演技，挑戰符合自己能力的角色的願望。她在金順玉編劇的兩部作品《姐姐風采依舊》（2017年）及《Penthouse》（2020年－2021年）皆有出色的表演，在觀眾中獲得好評。
2023年8月，經紀公司證實陳智熙將透過《完美的结婚公式》一劇，從童星轉型為成年演員，首次詮釋成年惡角。

## 演出作品

### 電視劇
| 年份            | 電視台                  | 劇名                           | 角色                      |
| 2003年          | KBS                     | 《黃手帕》                     |                           |
| 2004年          | MBC                     | 《皇太子的初戀》               |                           |
| 2006年          | KBS                     | 《首爾1945》                   |                           |
| 2006年          | SBS                     | 《戀愛時代》                   | 曹恩采                    |
| 2006年          | KBS                     | 《偉大的遺產》                 | 具東珠                    |
| 2008年          | MBC                     | 《伊甸園之東》                 | 李琪順（幼年）            |
| 2009年          | 《穿透屋頂的High Kick》 | 鄭海莉                         |                           |
| 2009年          | SBS                     | 《自鳴鼓》                     | 樂浪公主（幼年）          |
| 2009年          | KBS                     | 《傳說的故鄉》                 |                           |
| 2011年          | tvN                     | 《Birdie Buddy》               | 成美秀（少年）            |
| 2011年          | JTBC                    | 《仁粹大妃》                   | 廢妃尹氏（少年）          |
| 2012年          | MBC                     | 《擁抱太陽的月亮》             | 旼花公主（少年）          |
| 2012年          | MBC                     | 《Highkick3短腿的反擊》        | 鄭海莉（客串）            |
| 2013年          | MBC                     | 《火之女神井兒》               | 柳井（少年）              |
| 2014年          | JTBC                    | 《我們能相愛嗎》               | 李世蘿                    |
| 2015年          | 《善巖女高偵探團》      | 安彩律                         |                           |
| 2016年          | KBS                     | 《白熙回來了》                 | 申玉熙                    |
| 2017年          | SBS                     | 《姐姐還活著》                 | 姜河世                    |
| 2017年          | KBS                     | 《三流之路》                   | 張寶藍（特別演出）        |
| 2018年          | tvN                     | 《百日的郎君》                 | 明國使節女兒 （特別演出） |
| 2020年          | KBS                     | 《Drama Special－Modern Girl》 | 具申得                    |
| 2020年          | tvN                     | 《語言的溫度：我們的19歲》     | 吳珍雅                    |
| 2020年          | SBS                     | 《Penthouse》                  | 劉珍妮                    |
| 2021年          | 《Penthouse 2》         |                                |                           |
| 《Penthouse 3》 |                         |                                |                           |
| 2023年          | MBN                     | 《完美的結婚公式》             | 韓宥蘿                    |

### 電影
| 年份   | 片名               | 角色     |
| 2005年 | 《冤魂曲》         |          |
| 2007年 | 《驚駭糖果屋》     |          |
| 2008年 | 《曾是超人的男子》 |          |
| 2011年 | 《回初理》         |          |
| 2012年 | 《人類滅亡報告書》 |          |
| 2013年 | 《高齡化家族》     |          |
| 2014年 | 《》               |          |
| 2015年 | 《思悼》           | 和緩翁主 |
| 2016年 | 《國家代表2》      |          |
| 2017年 | 《鄰家明星》       |          |

### MV
- 2010年：K.Will《禮物》（與王晳鉉、東澔、天動、李起光）
- 2012年：朴正炫《Peace Song》

## 獲獎
- 2009年：MBC演技大賞－童星獎

### 引見
1. ↑  . 朝鮮日報. 2017-09-13  [2021-03-02]. （原始内容存档于2021-05-08） （韩语）.
2. 1 2  . 朝鮮日報. 2006-04-24  [2021-03-02]. （原始内容存档于2021-05-08） （韩语）.
3. ↑  . 韓國經濟. 2007-11-27  [2021-03-02]. （原始内容存档于2021-05-17） （韩语）.
4. ↑  . 韓國經濟. 2007-11-27  [2021-03-02]. （原始内容存档于2021-05-09） （韩语）.
5. 1 2  . W Dong-a. 2010-02-17 （韩语）.
6. ↑  . No Cut News. 2009-04-08  [2021-03-02]. （原始内容存档于2021-05-06） （韩语）.
7. ↑  . W Dong-a. 2012-02-15  [2021-03-02]. （原始内容存档于2021-05-11） （韩语）.
8. 1 2  . 首爾經濟. 2017-09-19  [2021-03-02]. （原始内容存档于2021-05-17） （韩语）.
9. ↑  . 韓國經濟. 2021-01-06  [2021-03-02]. （原始内容存档于2021-05-13） （韩语）.
10. ↑  . 中央日報. 2021-01-08  [2021-03-02]. （原始内容存档于2021-01-12） （韩语）.
11. ↑  . 韓星網. 2021-03-02  [2021-03-02]. （原始内容存档于2021-03-10） （中文）.

## 外部連結
- NAVER （页面存档备份，存于）
- 陳智熙的Instagram帳戶
- 陳智熙的X（前Twitter）